# 隼號列車 (臥鋪特急)
「隼」（日语： Hayabusa */?）曾經是日本九州旅客鐵道（JR九州）於東京站～熊本站間經東海道本線、山陽本線及鹿兒島本線運行的藍色列車。車掌於本州內全區間由JR西日本、九州内由JR九州人員負責擔任。曾是日本定期列車中運行距離最長的旅客列車，達1315公里。臨時列車中則是日暮特快號（Twilight Express）擁有最長營運里程。
歷史上於同區間運行的寢台特急列車瑞穗（みずほ）亦在沿革一併介紹。

## 過去
客車編組
列車的編組（隼、富士共同運行時）
- 下行：1～6號車─隼／7～12號車─富士
- 上行：1～6號車─富士／7～12號車─隼

使用九州旅客鐵道熊本運輸中心的14系客車。
- 1、7號車：14型與15形：開放式B寢台
- 2、8號車：15型3000番台：A個室寢台「Single Deluxe」
- 3、9號車：15型2000番台：B個室寢台「Solo」
- 4、10號車：15型：開放式B寢台
- 5、11號車：15型：開放式B寢台
- 6、12號車：14型與15型：開放式B寢台

列車編號
- 東京站～門司站間與併結的「富士」相同為1、2，下行=1、上行=2。
- 門司站～熊本站間為41、42，下行=41、上行=42。

停車站
●：停車。
↓・↑：通過（箭頭方向運行）。
※：臨時停車。
（運）：運轉停車。
- 下行於下松站～熊本站間持立席特急劵可以使用B寢台的座席（下表著色部分。另可參照寢台劵）。

| 站名＼ 運行方向 | 下行   | 上行   |
| --------------- | ------ | ------ |
| 東京站          | ●      | ●      |
| 品川站          | （※）  | （※）  |
| 橫濱站          | ●      | ●      |
| 熱海站          | ●      | ●      |
| 沼津站          | ●      | ●      |
| 富士站          | ●      | ●      |
| 靜岡站          | ●      | ●      |
| 濱松站          | ●      | ●      |
| 豐橋站          | ●      | ↑      |
| 名古屋站        | ●      | ●      |
| 岐阜站          | ●      | ↑      |
| 米原站          | （運） | （運） |
| 京都站          | ●      | ↑      |
| 大阪站          | ●      | （運） |
| 岡山站          | （運） | ●      |
| 福山站          | ↓      | ●      |
| 尾道站          | ↓      | ●      |
| 廣島站          | ●      | ●      |
| 岩國站          | ●      | ●      |
| 柳井站          | ●      | ●      |
| 下松站          | ●      | ●      |
| 德山站          | ●      | ●      |
| 防府站          | ●      | ●      |
| 新山口站        | ●      | ●      |
| 宇部站          | ●      | ●      |
| 下關站          | ●      | ●      |
| 門司站          | ●      | ●      |
| 小倉站          | ●      | ●      |
| 赤間站          | （運） | ↑      |
| 香椎站          | ↓      | （運） |
| 博多站          | ●      | ●      |
| 鳥栖站          | ●      | ●      |
| 久留米站        | ●      | ●      |
| 大牟田站        | ●      | ●      |
| 熊本站          | ●      | ●      |

## 車掌負責區
（上下）
- （東京～下關）下關地域鐵道部
- （下關～熊本）博多車掌區

## 沿革
- 1958年（昭和33年）10月1日　「隼（はやぶさ）」列車在東京站～鹿兒島站間於現行的路線開始運行。名稱來自「薩摩隼人」。
- 1960年（昭和35年）7月20日　20系客車投入運行，同時運轉區間變更為東京站～西鹿兒島站間（現、鹿兒島中央站）。
- 1960年（昭和35年）12月24日～翌年1月14日　東京站～熊本站間臨時特急「臨時朝風（あさかぜ）」開始運行。這列車是「瑞穗（みずほ）」的前身。
- 1961年（昭和36年）10月1日　東京站～熊本站間的不定期列車「瑞穗」開始運行。雖名義上為「不定期列車」，實際上毎日皆運行。
- 1962年（昭和37年）10月1日　「瑞穗」昇格為定期列車。
- 1963年（昭和38年）6月1日　「瑞穗」的使用車輛變更為20系客車。同時增加由大分站發車的班次。
- 1964年（昭和39年）10月1日　「瑞穗」於大分站發車的班次獨立成「富士」。
- 1968年（昭和43年）10月1日　原本在博多站增解結的「隼」車輛編組，由於將該列車其中一部份車廂的起迄站延長至長崎站。因此與從西鹿兒島站到發的列車編組改為在鳥栖站增解結。
- 1972年（昭和47年）3月15日　「瑞穗」的使用車輛變更為14系客車。
- 1975年（昭和50年）3月10日　「隼」的使用車輛由20系客車變更為24系24型客車。在長崎站發車的附屬編組於熊本站併結。
- 1976年（昭和51年）9月27日　「隼」的使用車輛由24系24型客車變更為24系25型客車。與「富士」、「出雲」一樣，東京發車的定期寢台特急初次引入2段B寢台。另連結個室A寢台(後為Single Deluxe)。
- 1980年（昭和55年）10月1日　「富士」運轉區間縮短至東京站～宮崎站間，「隼」成為日本最長距離特急。
- 1985年（昭和60年）3月14日　「隼」開始連結オハ24型700番台「Lobby Car」。牽引機車由EF65變更為EF66。
- 1989年（平成元年）12月2日　同年7月21日的團體專用列車「Twilight Express」變更為臨時列車。是"日本最長距離列車"（定期列車外）。
- 1991年（平成3年）5月31日　「瑞穗」的餐車終止營業。
- 1993年（平成5年）3月17日　「隼」的餐車終止營業。
- 1994年（平成6年）12月3日　「瑞穗」降格成臨時列車。
- 1996年（平成8年）　「瑞穗」臨時列車被取消。
- 1997年（平成9年）11月29日　「隼」的運轉區間縮短至現在的東京站～熊本站間。日本最長距離定期列車變為「櫻（さくら）」。
- 1999年（平成11年）12月4日　「隼」由於乘客減少與運轉系統整理，至鳥栖站時與寢台特急「櫻」併結運轉，使用雙層列車。
- 2004年（平成16年）2月　九州新幹線開業，西鹿兒島站改名鹿兒島中央站，這時的紀念活動有西鹿兒島站～東京（品川）站間的團體専用列車『號』。
- 2005年（平成17年）3月1日　於此次的時刻表改正，「隼」的併結列車「櫻」被廢除，改為與東京站 - 門司站間的「富士」併結。使用車輛變更為14系客車。「Lobby Car」（客廳車）及行李車被取消。
  - 由於「櫻」被取消，運行距離1,315km的「隼」再度成為日本最長距離的定期列車。
- 2009年3月13日，於時刻改正同時，與富士號列車一起走入歷史，同時也象徵從東京車站出發以及到達的藍色列車的全數消失。
- 2011年12月19日，隼號與富士號停駛後的車廂由JR贈送給馬來西亞鐵道，花費700萬令吉整修後，在東海岸線首航，日本駐馬來西亞大使受邀參與首航儀式[1]。

## 外部連結
- JR : 車輛案内 : 隼（はやぶさ）・富士 14系・24系
- 島−寢台特急隼（はやぶさ）